# NGC 4643
NGC 4643 је спирална галаксија у сазвежђу Девица која се налази на NGC листи објеката дубоког неба.
Деклинација објекта је + 1° 58' 41" а ректасцензија 12h 43m 20,1s. Привидна величина (магнитуда) објекта NGC 4643 износи 10,8 а фотографска магнитуда 11,7. Налази се на удаљености од 25,7000 милиона парсека од Сунца. NGC 4643 је још познат и под ознакама UGC 7895, MCG 0-33-5, CGCG 15-8, IRAS 12407+0215, PRC D-22, PGC 42797.